# Santorio Santorio
Santorio Santorio (29 de março de 1561 – 25 de fevereiro de 1636), cujo nome verdadeiro era Santorio Santori (ou de' Sanctoriis), foi um italiano fisiologista, médico e professor que introduziu a abordagem quantitativa nas ciências da vida, sendo considerado o pai da fisiologia experimental. Ele também é conhecido como inventor de diversos dispositivos médicos. Sua obra De Statica Medicina, escrita em 1614, teve diversas publicações e influenciou gerações de médicos.

## Vida
Santorio nasceu em 29 de março de 1561 em Capodístria, na parte veneziana da Ístria (atualmente Eslovênia). Sua mãe, Elisabetta Cordoni (ou Cordonia), era uma nobre de uma família da Ístria. Seu pai, Antonio, era um nobre de Friul que trabalhava para a República de Veneza como chefe de artilharia da cidade.
Foi educado em sua cidade natal e continuou os estudos em Veneza antes de ingressar na Universidade de Pádua em 1578, onde obteve o diploma de medicina em 1585. Atuou como médico pessoal de um nobre croata de 1587 a 1594 e estabeleceu uma clínica médica em Veneza, onde conheceu Galileu.
Santorio faleceu em Veneza em 25 de fevereiro de 1636 devido a complicações de uma doença do trato urinário da qual sofria há muitos anos. Foi sepultado na igreja dos Servos da Bem-Aventurada Virgem Maria (em italiano: Santa Maria dei Servi), convento onde serviu como médico por muitos anos.

## Obra
De 1611 a 1624, Santorio ocupou a cátedra de medicina teórica na Universidade de Pádua, onde realizou os primeiros experimentos sobre temperatura corporal, perspiração insensível e peso. Renunciou ao cargo em 1624 devido à oposição política do senado. Seu título de professor e pensão foram mantidos por um ano após a aposentadoria, enquanto retornava à prática médica em Veneza em 1625. Em 1630, foi um dos membros do Colégio Médico de Veneza designado para combater a peste veneziana.

## Invenções
Santorio foi o primeiro a utilizar um anemômetro, um medidor de corrente de água, o pulsilogium (um dispositivo utilizado para medir a frequência do pulso) e um termoscópio. Seu pulsilogium e termoscópio antecederam invenções similares de Galileu Galilei, Paolo Sarpi e Giovanni Francesco Sagredo, que faziam parte de seu círculo de amigos em Veneza. Santorio introduziu o pulsilogium em 1602 e o termoscópio em 1611.

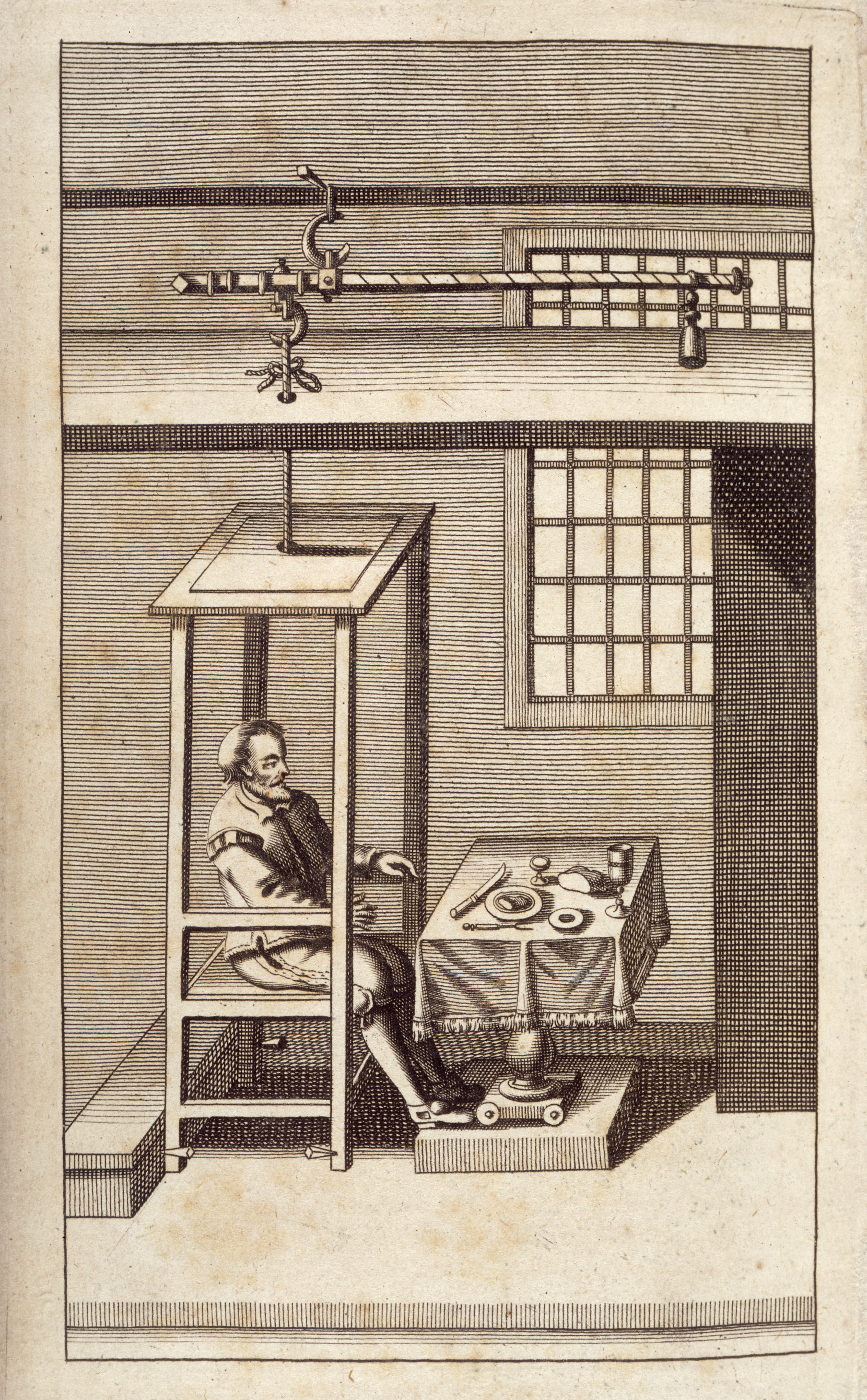
Santorio sentado na balança que criou para calcular a mudança de peso líquido ao longo do tempo após ingestão e excreção de alimentos e líquidos.

O pulsilogium foi provavelmente a primeira máquina de precisão da história da medicina. Através de extensos experimentos com sua nova ferramenta, Santorio conseguiu padronizar a interpretação galênica do pulso e descrever quantitativamente diversas frequências regulares e irregulares. Um século mais tarde, o médico François Boissier de Sauvages de Lacroix utilizou o pulsilogium para testar a função cardíaca.

## Estudo do metabolismo
Sanctorius estudou a chamada perspiratio insensibilis ou perspiração insensível do corpo, já conhecida por Galeno e outros médicos da Antiguidade, e deu origem ao estudo do metabolismo. Durante trinta anos, Santorio utilizou uma cadeira-balança para se pesar, bem como tudo o que comia e bebia, assim como sua urina e fezes. Comparava o peso do que ingerira com o dos produtos excretados, estes sendo significativamente menores: para cada oito libras de alimento ingerido, apenas três libras eram excretadas como resíduos. Santorio também aplicou seu dispositivo de pesagem em pacientes, mas os registros desses experimentos se perderam.

Sua conclusão notável sobre esse achado foi a seguinte:
Perspiração Insensível é feita ou pelos poros do corpo, que é completamente perspirável e coberto por uma pele semelhante a uma rede; ou é realizada pela respiração através da boca, a qual geralmente, no espaço de um dia, equivale à quantidade de cerca de meio quilo, como se pode perceber claramente ao se respirar sobre um vidro.
Esse experimento importante marca a origem da significância da medição de peso na medicina. Embora seus experimentos tenham sido replicados e aperfeiçoados por seus seguidores — e finalmente superados por Antoine Lavoisier em 1790 — Santorio ainda é celebrado como o pai da fisiologia experimental. A "cadeira de pesagem", que construiu e utilizou durante esse experimento, também é amplamente conhecida.

## Publicações
- Methodus vitandorum errorum omnium qui in arte medica contigunt (1602)
- Commentaria in artem medicinalem Galeni (1612)
- De Statica medicina (1614 )
- Commenteria in primam Fen primi Canonis Avicennae (1625)
- Commenteria in primam sectionem Aphorismorum Hippocratis (1629)
- De remediorum inventione (1629 )
- De lithotomia seu calculi vesicae consultatio co-authored with L. Batarourum (1629) ( Posthumous)
- De instrumentis medicis (unpublished)

## Uso do nome Santorio
Em janeiro de 2018, a instituição italiana Institutio Santoriana – Fondazione Comel criou o Centre for the Study of Medicine and the Body in the Renaissance (CSMBR) como uma Instituição Internacional de pesquisa avançada em homenagem a Santorio para estudar a humanidade médica. O centro oferece a cada ano vários prêmios e bolsas para acadêmicos internacionais que levam o nome de Santorio, como o Prêmio Santorio de Excelência em Pesquisa, a Santorio Fellowship for Medical Humanities and Science e a Santorio Global Fellowship.